# Овруцький полк
Овруцький полк — адміністративно-територіальна і військова одиниця України в 17 столітті. Створений 1648 року. Полковий центр — місто Овруч.
Під час боротьби українського народу за визволення від гніту польської шляхти очевидець писав, що і «Овручом особливий полковник застав, до котрого усе Полесся належало». Цим полковником був Осип Наталчич, начальник одного з загонів Богдана Хмельницького, котрий мав у Овручі 6-тисячне військо «у щойно створеному Овруцькому полку».
В «Літописі Самовидця» овруцького полковника Децика названо гультяєм.